# Mikko Lehtonen (Eishockeyspieler, 1978)
Mikko Tapani Lehtonen (* 12. Juni 1978 in Kiiminki) ist ein ehemaliger finnischer Eishockeyspieler, der mit Kärpät Oulu viermal finnischer Meister wurde.    

## Karriere
Mikko Lehtonen begann seine Karriere als Eishockeyspieler in der Nachwuchsabteilung von Kärpät Oulu, für dessen Profimannschaft er in der Saison 1998/99 sein Debüt in der I-divisioona, der zweiten finnischen Spielklasse, gab. In zwei Spielen blieb er dabei punkt- und straflos. In der folgenden Spielzeit gelang ihm mit der Mannschaft als Zweitligameister der Aufstieg in die SM-liiga. In den Spielzeiten 2003/04 und 2004/05 gewann der Verteidiger mit Kärpät jeweils den finnischen Meistertitel, nachdem er in der Saison 2002/03 mit dem Team bereits Vizemeister geworden war. Zur Saison 2006/07 unterschrieb der Finne einen Vertrag bei den Nashville Predators, die ihn bereits im NHL Entry Draft 2001 in der neunten Runde als insgesamt 271. Spieler ausgewählt hatten. Für die Predators erzielte er in der National Hockey League in 15 Spielen ein Tor und zwei Vorlagen. Parallel bestritt er 35 Spiele für deren Farmteam Milwaukee Admirals in der American Hockey League, wobei er in 35 Spielen zwölf Scorerpunkte, davon vier Tore, beisteuerte. Am 27. Februar 2007 wurde er im Tausch gegen ein Viertrundenwahlrecht für den NHL Entry Draft 2007 zu den Buffalo Sabres transferiert, spielte anschließend jedoch ausschließlich für deren AHL-Farmteam Rochester Americans. 
Zur Saison 2007/08 kehrte Lehtonen zu seinem Heimatverein Kärpät Oulu zurück, mit dem er erneut den finnischen Meistertitel gewann. Er konnte auch persönlich überzeugen und wurde in das All-Star Team der Liga gewählt. Für die Saison 2008/09 wechselte der langjährige Nationalspieler zum Timrå IK in die schwedische Elitserien. Dort wurde er auf Anhieb zum Assistenzkapitän ernannt und erzielte in insgesamt 48 Spielen 15 Tore und 17 Vorlagen. Zur folgenden Spielzeit wurde der Finne von Timrås Ligarivalen Frölunda HC verpflichtet, bei dem er sich allerdings nicht durchsetzen konnte. Nach drei Toren und einer Vorlage in nur neun Spielen kehrte er im Januar 2010 ein weiteres Mal zu Kärpät Oulu in die SM-liiga zurück. Ab der Saison 2010/11 war er auch bei Kärpät Assistenzkapitän. 2014 wurde er mit Kärpät erneut finnischer Meister und beendete anschließend seine aktive Laufbahn.

### International
Für Finnland nahm Lehtonen an den Weltmeisterschaften 2006 und 2009 teil. Zudem stand er 2003, 2006, 2008 und 2009 im Aufgebot seines Landes bei der Euro Hockey Tour. Bei der WM 2006 gewann er mit seiner Mannschaft die Bronzemedaille.

## Erfolge und Auszeichnungen
| - 2000 Aufstieg in die SM-liiga mit Kärpät Oulu - 2003 Finnischer Vizemeister mit Kärpät Oulu - 2004 Finnischer Meister mit Kärpät Oulu | - 2005 Finnischer Meister mit Kärpät Oulu - 2008 Finnischer Meister mit Kärpät Oulu - 2008 SM-liiga All-Star Team - 2014 Finnischer Meister mit Kärpät Oulu |

### International
- 2006 Bronzemedaille bei der Weltmeisterschaft

## Statistik
(Stand: Ende der Saison 2013/14)